# Lilltjärnen (Venjans socken, Dalarna, öster om Gävunda)
Lilltjärnen är en sjö i Mora kommun i Dalarna och ingår i Dalälvens huvudavrinningsområde.